# Setúbal
Setúbal (portugisiska: [sɨˈtuβal, -βɐl]
 ( lyssna)) är en hamnstad och kommun i sydvästra Portugal.
Staden är belägen på den norra banken av Sadoflodens estuarium, omkring 40 kilometer söder om huvudstaden Lissabon. Den har cirka 98 100 invånare (2011). Den är huvudorten i kommunen Setúbal, vilken ingår i distriktet Setúbal, och är också en del av Storstadsområdet Lissabon (Área Metropolitana de Lisboa).
Kommunen hade 121 185 invånare (2020) och en yta på 172 km2.

## Ortnamnet
Namnet Setúbal härstammar från det keltiska ortnamnet Cetobriga (”Cetofolkets stad”). Senare, under den arabiska tiden, kallades orten för Xetubr. Slutligen uppstod det moderna namnet Setúbal, efter Reconquista.

## Staden
Under början av 1900-talet var Setúbal ett viktigt centrum för Portugals fiskeindustri, främst sardiner. Inga av de fabriker som fanns då finns dock längre kvar. I stället har saltproduktionen fått en renässans.
Trots att industrin alltid har varit viktig för staden, fick den en ny möjlighet inom turismen då den närliggande kusten i Arrábida nationalpark erbjuder vackra stränder och natur. En koloni med delfiner lever i Sadofloden, och över floden från Setúbals sida ligger halvön Tróia, där flera högklassiga och lyxiga kurorter byggdes på sjunkande och ostadig mark. 2005 bestämdes det att en ny kurort skall ersätta dagens Tróia. Man kan se Tróia från Albarquel, en strand belägen i början av Arrábida.
Det största historiska monumentet i staden Setúbal är Jesuskyrkan (portugisiska: Igreja de Jesus), en 1400- 1500-talskyrka som representerar en av de första byggnaderna i den sena portugisiska gotiken.
Ett gammalt fort från 1500-talet och 1600-talet (Castelo de São Felipe) har idag blivit ett lyxhotell.

## Freguesias
Setúbal är indelat i fem freguesias:
- Azeitão
- Gâmbia - Pontes - Alto da Guerra
- Sado
- São Sebastião
- Setúbal (São Julião, Nossa Senhora da Anunciada e Santa Maria da Graça)

## Kommunikationer

### Vägnät
Motorvägen A 12 passerar i närheten av Setúbal och leder norrut till Lissabon, via 25 april-bron, och söderut till Albufeira i Algarve.
Motorvägen A12 förbinder staden med Lissabon, via Montijo och Vasco da Gama-bron.

## Vänorter
Setúbal har flera vänorter:

- Leiria, Portugal
- Beauvais, Frankrike
- Pau, Frankrike
- Magdeburg, Tyskland
- Galați, Rumänien
- Tordesillas, Spanien
- Maxixe, Moçambique
- Nacala Porto, Moçambique
- Debrecen, Ungern
- Porto Seguro, Brasilien
- Safi, Marocko
- Quelimane, Moçambique

## Kända personer
- José Mourinho, fotbollstränare
- Luísa de Aguiar Todi, lyrisk sångerska
- Manuel Maria Barbosa du Bocage, poet
- Sofia Vitória, sångerska

## Bildgalleri

Setúbals stadsvapen
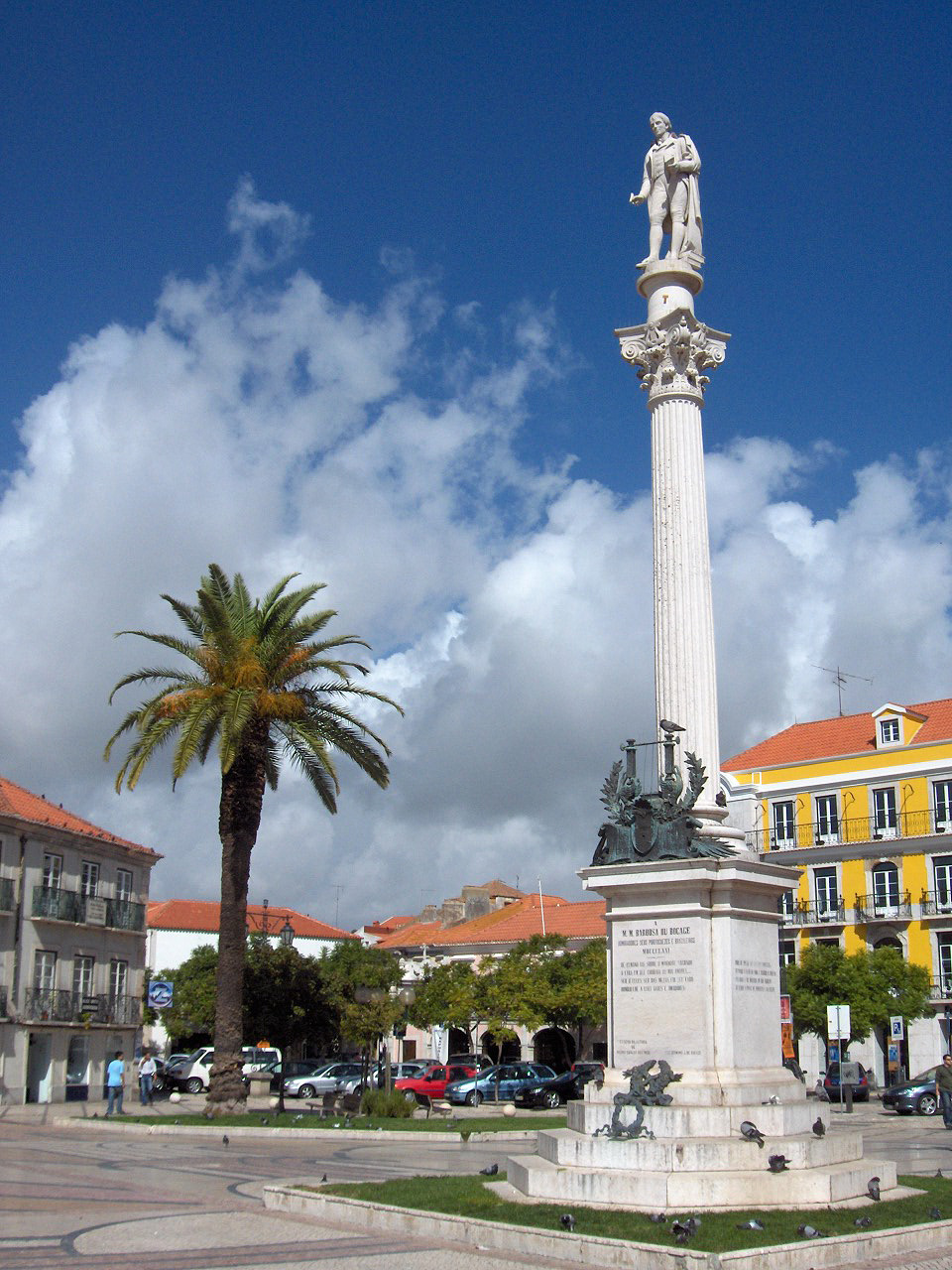
Bocage-torget
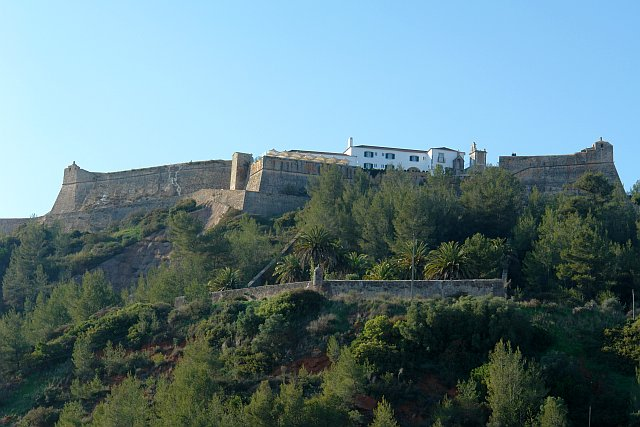
Castelo de São Filipe
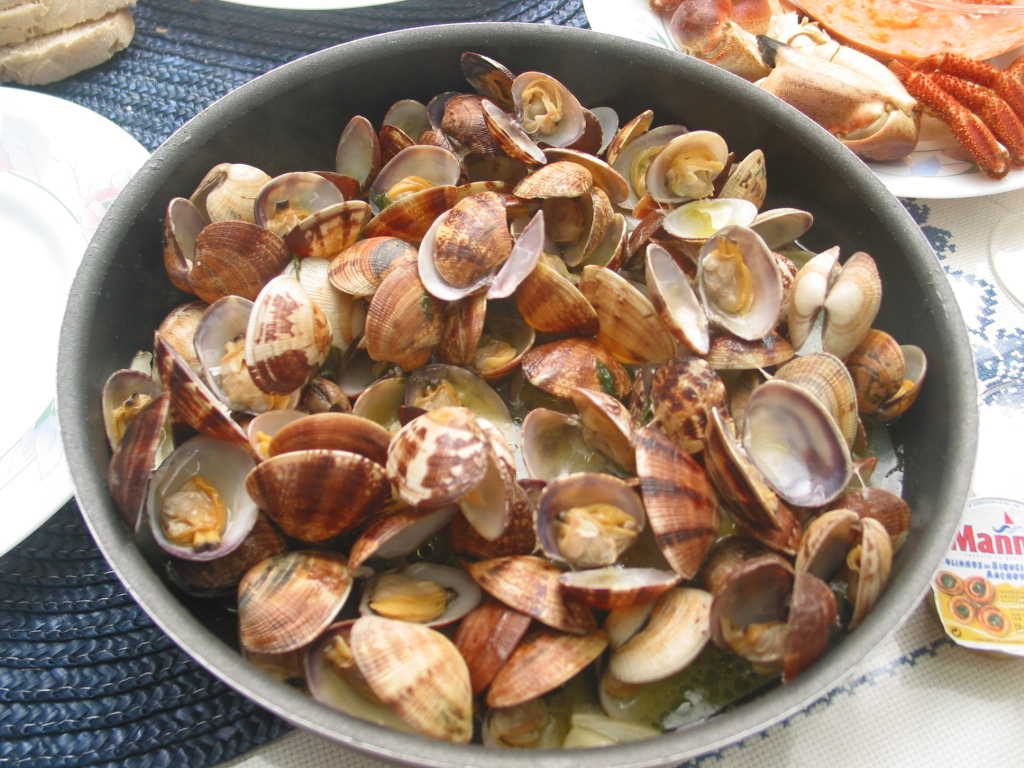
Musslor på Bulhão Patos vis
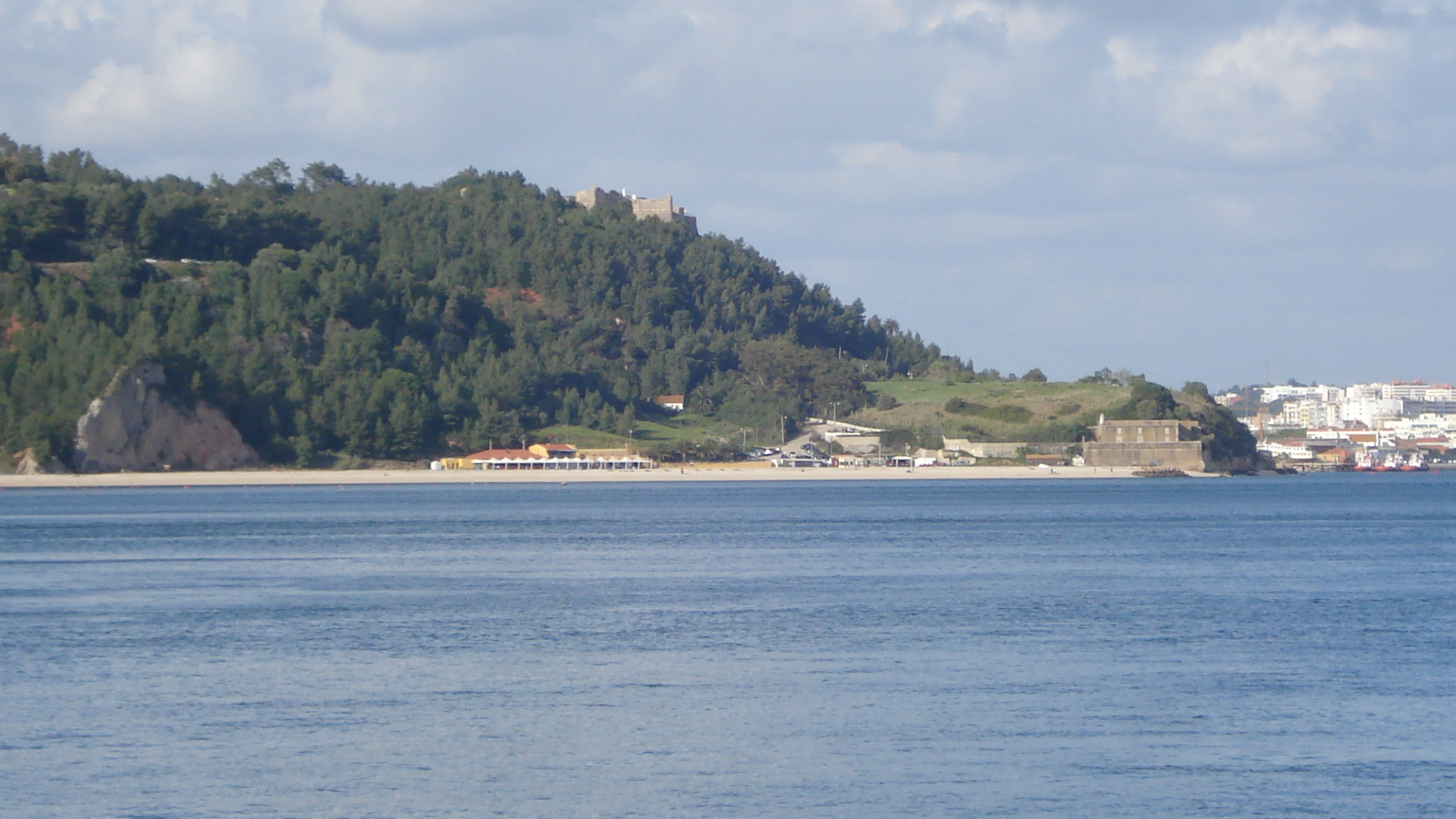
Albarquel-stranden
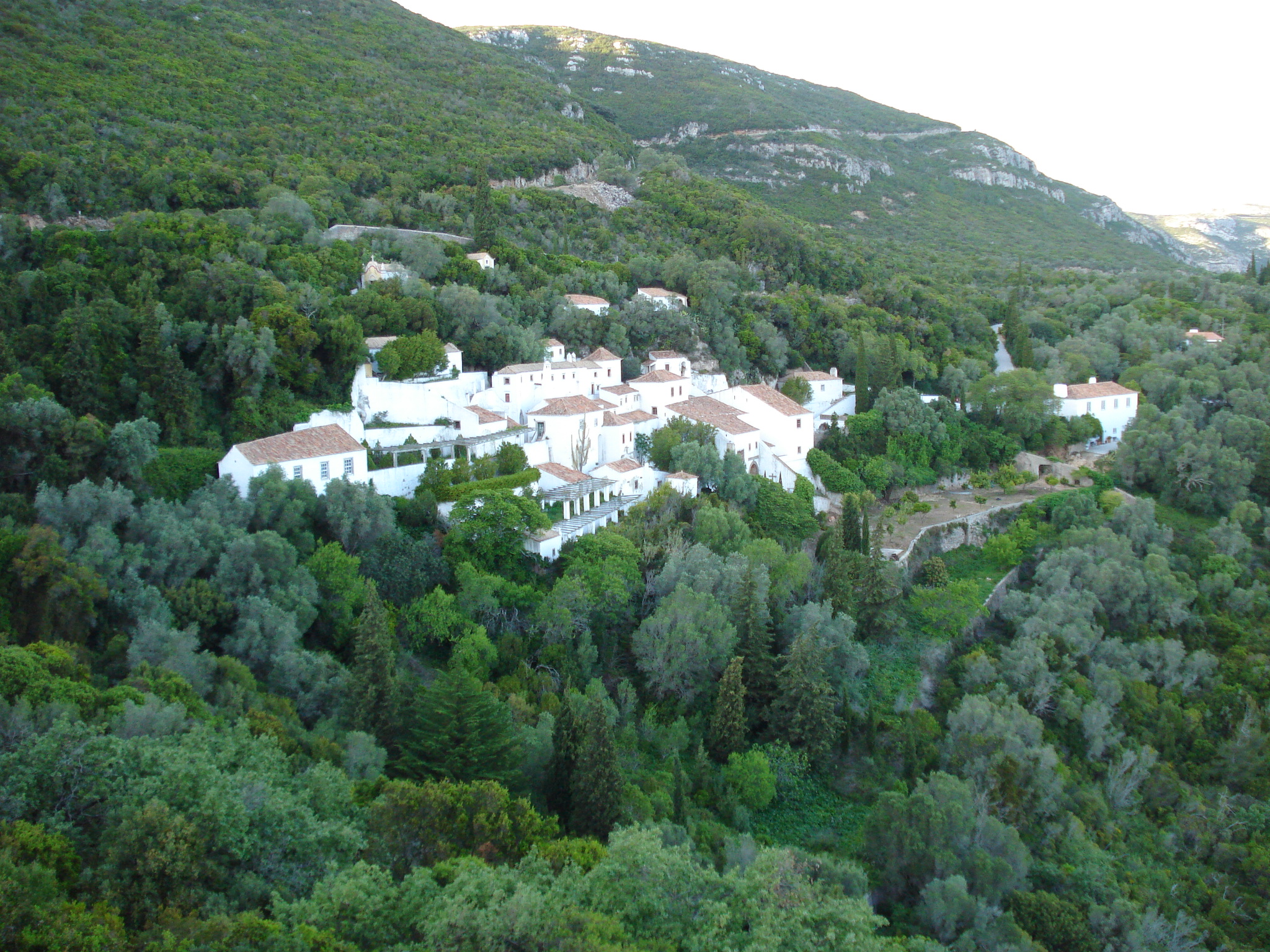
Arrábidas nationalpark
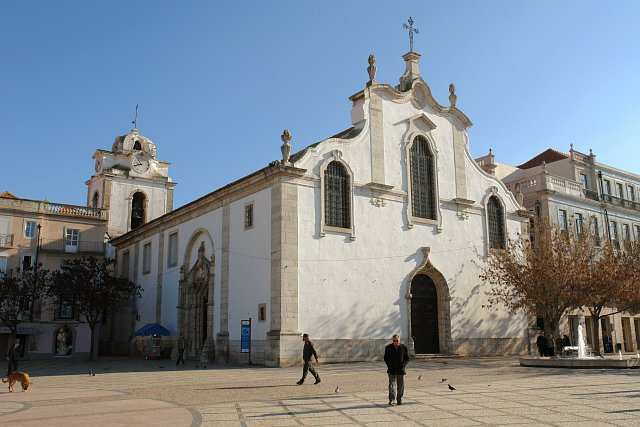
São Julião-kyrka
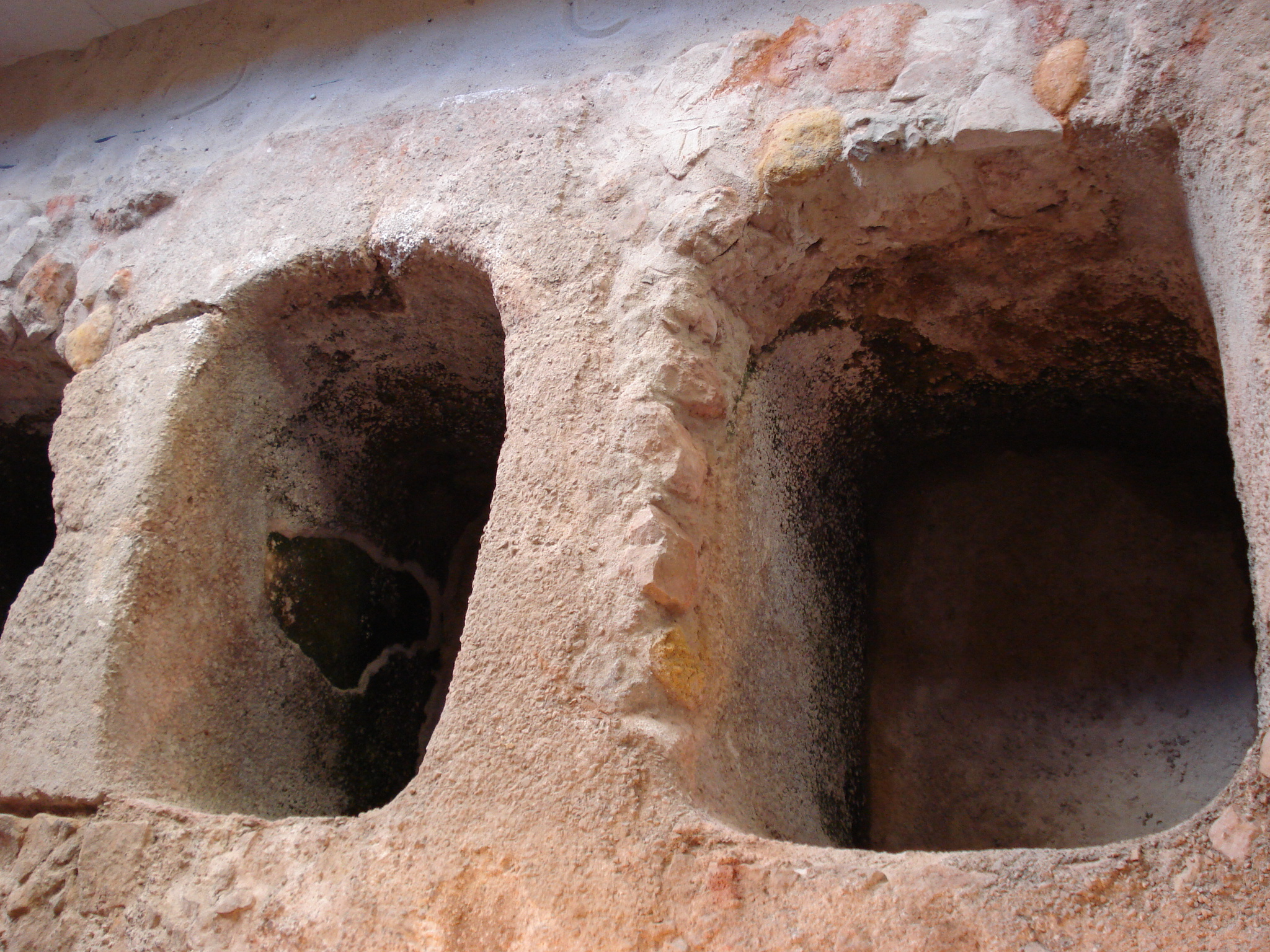
Romersk fiskkonservering
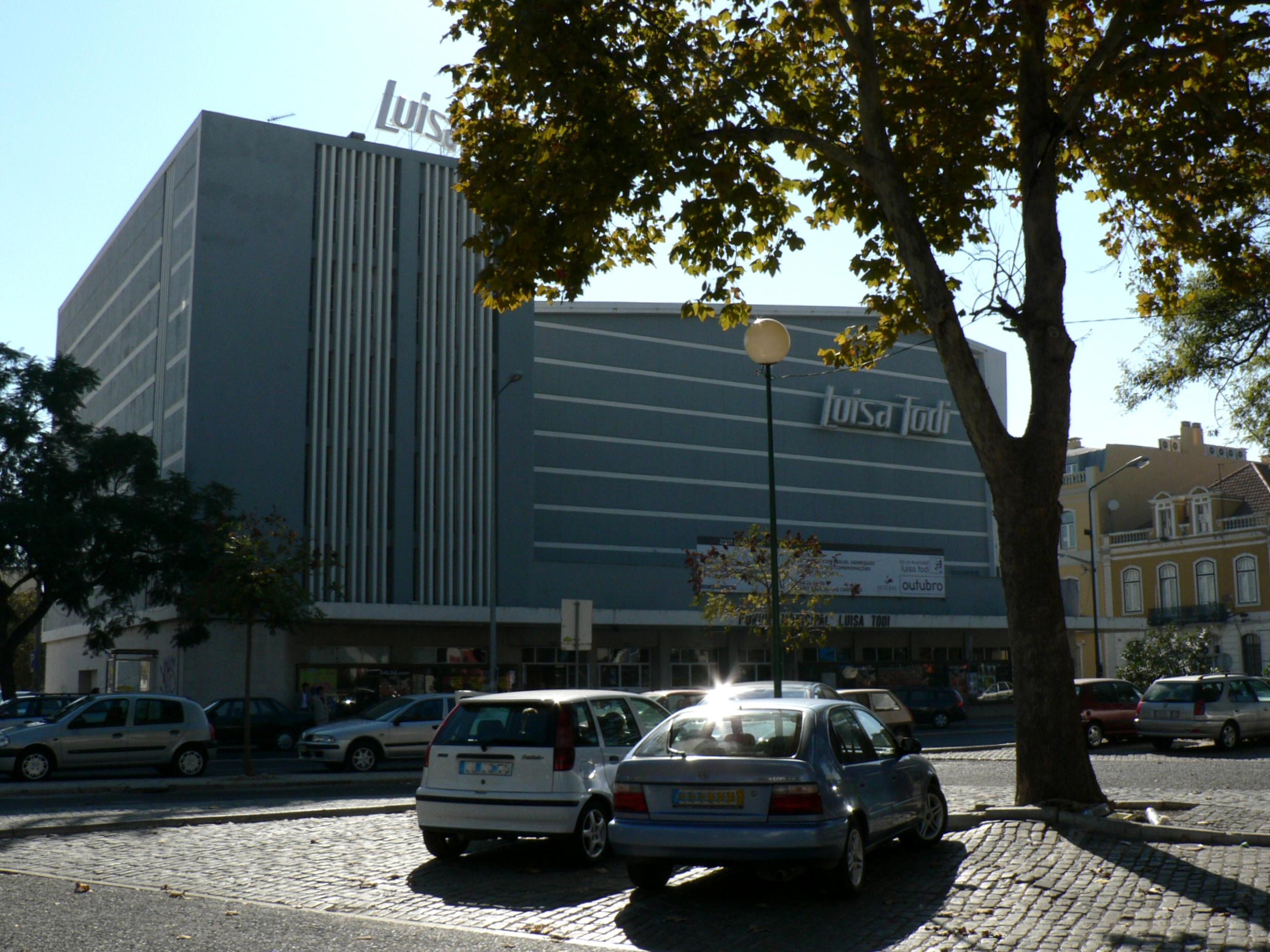
Kulturhuset Luísa Todi

## Sport

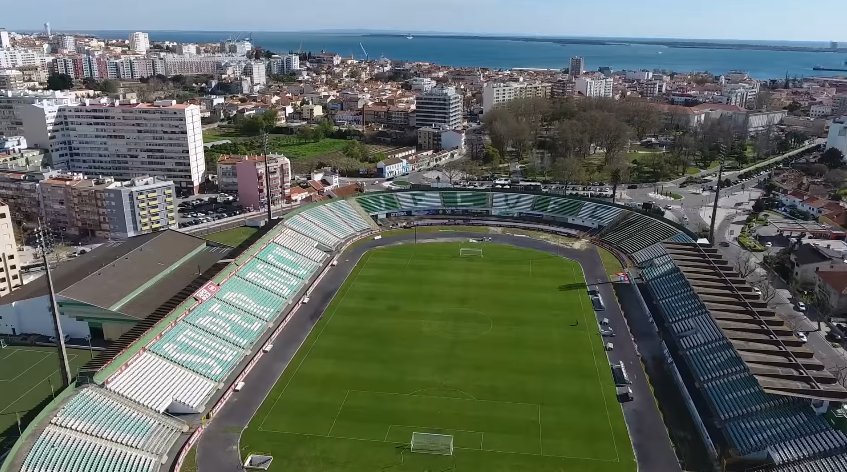
Estádio do Bonfim

### Större idrottsanläggningar
Den största idrottsarenan i Setúbal är Estádio do Bonfim (fotboll).

### Idrottsföreningar
- Vitória FC, vanligen kallat Vitória de Setúbal, har ett fotbollslag som spelat i Primeira Liga .[11]